# Hala Goryczkowa

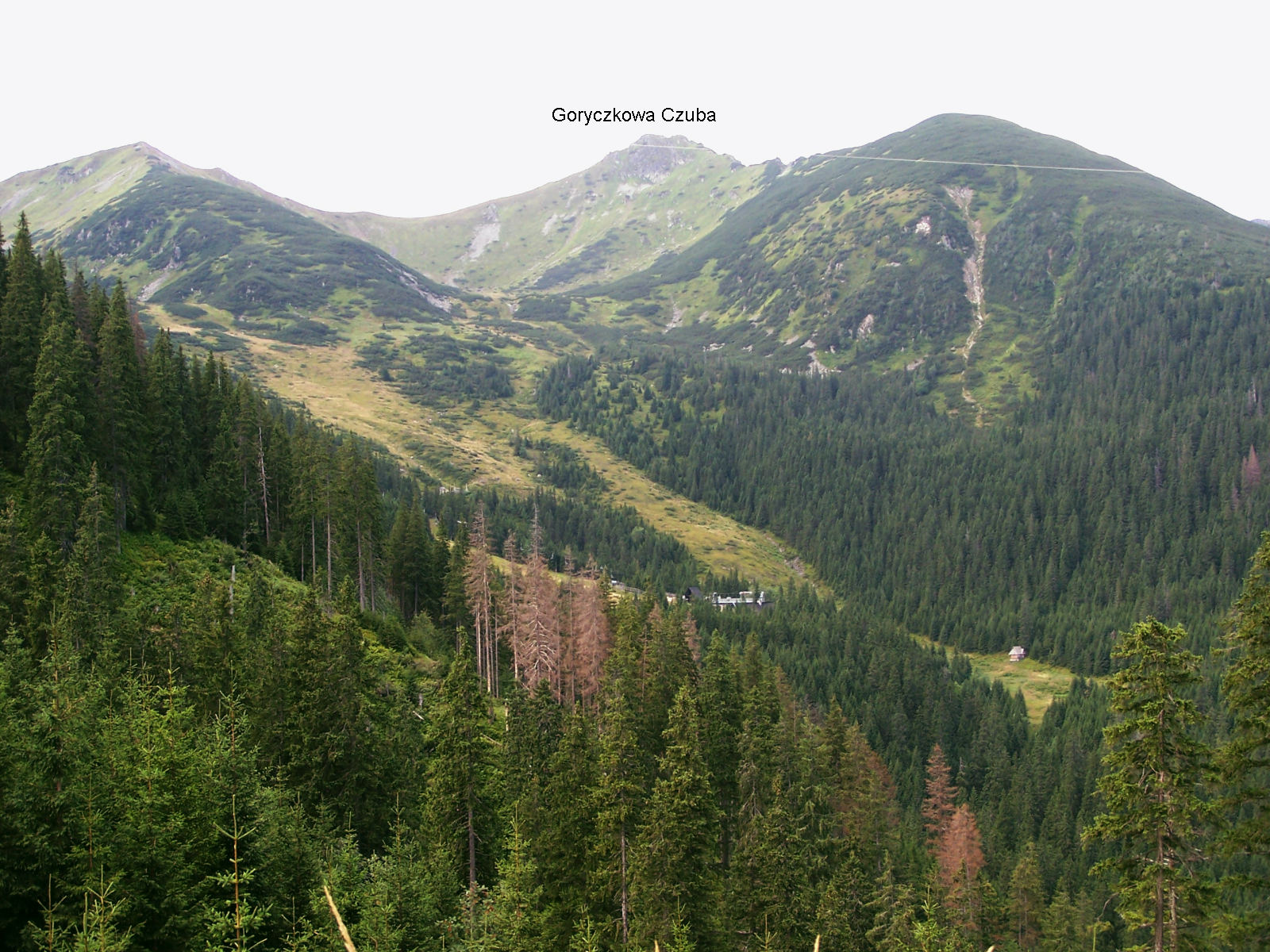
Hala Goryczkowa – widok z Myślenickich Turni

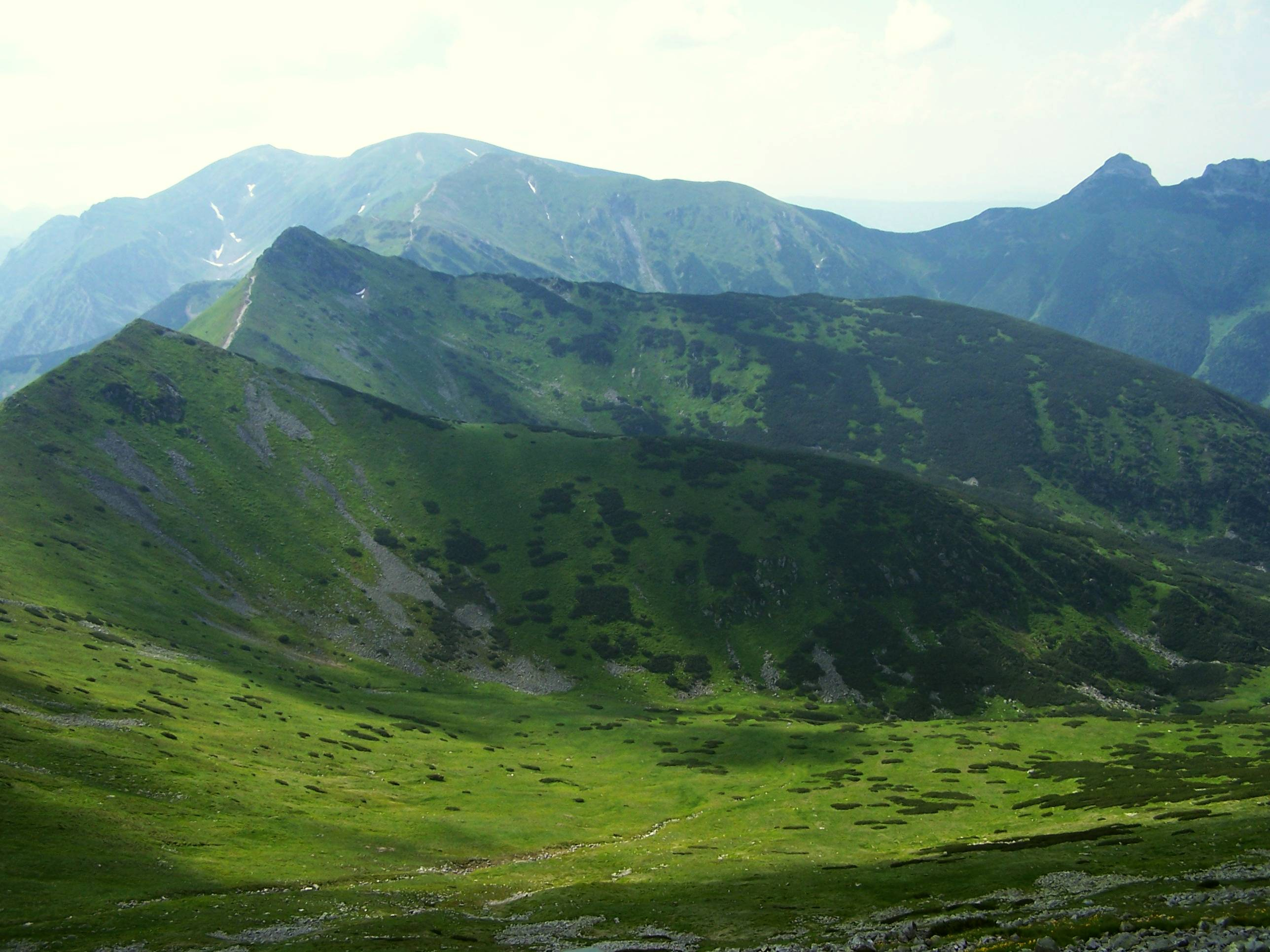
Górna część Hali Goryczkowej (Doliny: Goryczkowa pod Zakosy i Świńska)

Hala Goryczkowa – dawna hala pasterska, która znajdowała się w Dolinie Goryczkowej w Tatrach Zachodnich na wysokości 1360–1870 m n.p.m. Obejmowała obydwa jej odgałęzienia – Dolinę Goryczkową pod Zakosy i Dolinę Goryczkową Świńską. Wypasano nie tylko na trawiastym jej dnie i zboczach, ale także na grzbiecie Kondratowego Wierchu i wschodnich stokach Kasprowego Wierchu. Łączna jej powierzchnia wynosiła 224,37 ha, z czego właściwe pastwiska stanowiły 10 ha, resztę stanowiły halizny (81 ha), lasy (39 ha), kosodrzewina (16 ha) i nieużytki (78,37 ha). Dodatkowa powierzchnia serwitutów wynosiła 68,43 ha.
Nazwa hali nie pochodzi od licznych gatunków goryczek (na Hali Goryczkowej nie występują one częściej niż w innych miejscach w Tatrach), lecz od bacy o nazwisku Goryczka (jest to nazwisko dość popularne wśród górali). W czasie II wojny światowej i po niej hala była bardzo intensywnie eksploatowana przez nadmierny wypas; wypasano tutaj 149 owiec (przeliczeniowych), co zdecydowanie przekraczało możliwości tej hali, gdyż porost trawy jest tutaj słaby, dużą część stanowiły piargi i inne nieużytki. Nadmierny wypas powodował erozję stromych stoków. Na północnych stokach, pod granią główną Tatr owce wydeptały liczne perci zwane Zakosami. Z konieczności, by wyżywić liczne stado, juhasi przepędzali owce (przez Goryczkową Przełęcz Świńską) na słowacką stronę, gdzie trawa była bujniejsza i niewypasana (Słowacy wcześniej znieśli lub ograniczyli wypas w Tatrach).
W XIX wieku stanowiła ona własność gminy Murzasichle, Gliczarów i Zubsuche. Do 1961 r. tylko (30,27 ha) stanowiło własność TPN. Większość, tj. 194,1 ha było w rękach górali, od których TPN później wykupił tę halę. Na Wyżniej i Niżniej Goryczkowej Równi stały liczne szałasy i szopy. Jeszcze dawniej istniały podobno szałasy jeszcze wyżej, w Dolinie Goryczkowej pod Zakosy, na wysokości ok. 1580 i 1620 m n.p.m.
Obecnie nie wypasa się tutaj już owiec ani bydła. Nie prowadzą też tędy żadne szlaki turystyki pieszej. Jednak hala jest w dalszym ciągu bardzo intensywnie eksploatowana, tym razem przez narciarzy. Jest jednym z najbardziej popularnych i zatłoczonych ośrodków narciarskich w okolicach Zakopanego. Istniejąca tutaj kolej krzesełkowa Goryczkowa (z Wyżniej Równi Goryczkowej na Kasprowy Wierch) przewozi w ciągu zimowego sezonu, trwającego tutaj przeważnie od 15 grudnia do początków maja, ok. 0,5 miliona narciarzy. Goryczkowy Kocioł to jedyne miejsce w Polsce, w którym można uprawiać narciarstwo w stylu alpejskim. Trasa zjazdowa z Kasprowego Wierchu jest trudna i wymaga pewnych umiejętności narciarskich. Poza dobrze utrzymaną przez ratraki trasą zjazdową można tu uprawiać kwalifikowaną turystykę narciarską na specjalnie wytyczonych nartostradach.

## Nartostrady
– jednokierunkowa nartostrada z Kasprowego Wierchu przez Dolinę pod Zakosy, zboczami dolnej części Kondratowego Wierchu do schroniska PTTK na Hali Kondratowej,
 – dwukierunkowa z Goryczkowej Równi Niżniej do Doliny Kondratowej poniżej Polany Kondratowej,
 – jednokierunkowa od dolnej stacji wyciągu przez Kondrackie Rówienki, wzdłuż potoku Bystra do Kuźnic,
 – jednokierunkowa od Myślenickich Turni do dolnej stacji wyciągu kolejki krzesełkowej.